# Долинская городская община (Кировоградская область)
Долинская городская община (укр. Долинська міська громада) — территориальная община в Кропивницком районе Кировоградской области Украины.
Административный центр — город Долинская.
Население составляет 28300 человек. Площадь — 648,2 км².
Община создана 12 июня 2020 года, путём объединения территорий Долинского городского, Молодёжненского поселкового, Александровского, Берёзовского, Богдановского, Лавровского, Маловодянского, Новоалександровского, Новогригоровского Первого, Новогригоровского второго, Першотравневого и Суходольского сельских советов Долинского района.

## Населённые пункты
В состав общины входит 1 город, 2 посёлка и 29 сёл:
- Город Долинская
- Молодёжненский старостинский округ:
  - Посёлок Молодёжное
  - Антоновка
  - Берёзовка
- Мирненский старостинский округ:
  - Посёлок Пелагеевка
  - Мирное
- Александровский старостинский округ:
  - Александровка
  - Новоалександровка
  - Новогригоровка Вторая
  - Новомихайловка
  - Новошевченково
  - Фёдоро-Шуличино
- Маловодянский старостинский округ:
  - Маловодяное
  - Писанка
  - Червоное Озеро
- Богдановский старостинский округ:
  - Богдановка
  - Братский Посад
  - Вишнёвое
  - Гордыновка
  - Згода
  - Катериновка
  - Марфовка
  - Новоданиловка
  - Очеретное
  - Славное
  - Степовое
  - Фальково
- Новогригоровский Первый старостинский округ:
  - Лавровка
  - Новогригоровка Первая
  - Новосавицкое
  - Суходольское
  - Широкая Балка